# نیکو آبگلن
نیکو آبگلن (انگلیسی: Nico Abegglen؛ زادهٔ ۱۶ فوریهٔ ۱۹۹۰) بازیکن فوتبال اهل سوئیس است که در پست مهاجم برای اس‌سی برول بازی می‌کند.
وی در تیم‌های ملی فوتبال زیر ۱۸ سال سوئیس و  زیر ۲۰ سال سوئیس بازی کرده است.